# 다스키

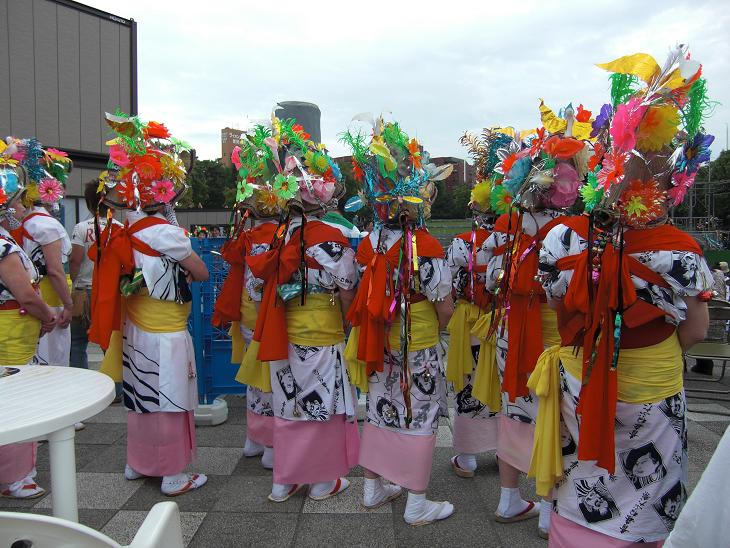
다스키를 한 사람들 (아오모리 네부타)

다스키(일본어: 襷)는 기모노에서 옷소매를 걷어올려 매는 끈이다. 양어깨에 양겨드랑이에 걸쳐 X자 모양으로 어긋하게 매겨 맨다.